# Motte féodale de Loubert
La motte féodale de Loubert est une motte castrale située sur la commune de Terres-de-Haute-Charente en Charente, en France. Il n'en reste que quelques vestiges.

## Localisation
La motte féodale de Loubert est située en Charente limousine, dans l'ancienne commune de Loubert (commune déléguée de Roumazières-Loubert, dans la commune nouvelle de Terres-de-Haute-Charente), à côté de son église et de l'autre côté de la route de Manot. Elle surplombe à l'ouest l'étroite vallée de la Charente.

## Historique
La « tour de Loubert » aurait été une tour en bois jusqu'au XIIIe siècle, lorsque les derniers seigneurs de Chabanais, Confolens et Loubert décidèrent de l'ériger en pierres. Celle-ci aurait disparu lors des guerres de Religion vers 1570.
La motte de Loubert était située dès le Xe siècle à un point stratégique : proche du point de jonction entre les anciens diocèses d'Angoulême (Chantrezac), Limoges (Manot) et Poitiers (Ambernac), commandant un gué ou pont sur la Charente en direction du port de Manot sur la Vienne, proche de l'ancienne voie romaine Charroux-Périgueux qui était sur la ligne de crête entre Charente et Vienne.
Loubert est mentionné pour la première fois en 1032-1070 dans une charte de l'abbaye de Lesterps. Ce sont les Jourdain de Chabanais qui en sont les seigneurs.
L'église de Loubert fut construite à la fin du XIe siècle à côté de la motte à l'intérieur du castrum, protégé par une seconde enceinte.
D'abord châtellenie au XVIe siècle, la baronnie de Loubert fut séparée des terres de Chabanais et Confolens au début du XVIIe siècle, et elle a appartenu aux Salignac-Fénelon jusqu'à la Révolution.
Au XIXe siècle, lors des travaux d'une route, des soubassements en granit ainsi que les bases d'une tour carrée noyée dans le flanc sud de la motte avaient été mis au jour, mais rien n'a été conservé. Ce petit donjon carré faisait 7,50 m sur 6,50 m de côté, et aurait été la tour de pierre du XIIIe siècle construite de façon excentrée au centre de la motte afin de trouver une assise rocheuse. Ses derniers vestiges ont été démolis vers 1860.

## Architecture
La base du donjon et la motte tronconique sont un des plus beaux exemples de fortification féodale de la région.
La plateforme de la motte, circulaire, est haute d'une quinzaine de mètres fait environ une vingtaine de mètres de diamètre. Elle est entourée d'un fossé hémicirculaire sur ses côtés nord et est. Au sud, un chemin creux (aujourd'hui remblayé) descendait vers le pont médiéval qui franchissait la Charente à l'ouest, et qui était peut-être l'objet d'un péage. Encore praticable au XVIe siècle, il n'en restait au XIXe siècle qu'une seule arcade en ogive sur les quatre.
Au pied de la motte à l'ouest, une salle basse avec une porte ogivale était creusée dans le rocher, encore visible au début du XXe siècle, peut-être une salle d'armes pour quelques archers.